# La Casa
Pour le film espagnol, voir La casa (film).
La Casa est un groupe d'electro-folk indépendant français, originaire de Mayenne, chantant en français, en anglais et parfois en espagnol. Ses deux principaux membres sont Pierre le Feuvre et Jean-François Péculier.
Le groupe se dit influencé notamment par Noir Désir, Mano Negra et Calexico,.

## Biographie
Pierre Le Feuvre et Jean-François Péculier sont nés tous deux en 1978 en Mayenne. Ils commencent à faire de la musique ensemble vers l'âge de 15 ans. Pendant environ 8 ans, ils font partie du groupe La Sainte Java à Saint-Denis-de-Gastines, qui sort deux EP et un album auto-produits. En 2003, ils quittent cette formation et créent le groupe La Casa.
Le premier single du groupe, Go go go, sort fin 2008 et est diffusé par plusieurs radios nationales. Leur album Les Trucs abîmés paraît le 12 janvier 2009, suivi d'un second single La Lune en mars.
Le groupe se sépare après un dernier concert à l'Olympia en novembre 2012 en première partie de Hubert-Félix Thiéfaine, pour qui Pierre Le Feuvre et Jean-François Péculier avaient composé le morceau La Ruelle des morts l'année précédente.

## Membres
- Pierre « Pierro » Le Feuvre - chant, guitare, clavier
- Jean-François « Jef » Péculier - guitare, clavier, chœur
- Guillaume Bougeard - trompette
- Benjamin Belloir  - trompette
- Xavier Vadaine  - basse
- Franck Amand  - batterie

## Discographie
- 2009 : Les Trucs abîmés

1. 2 novembre
2. Go, go, go
3. No style
4. Les Trucs abîmés
5. La ruta
6. La Lune
7. Qui veut nos peaux ?
8. Mon frère
9. Triste comme un violoncelle
10. Mademoiselle
11. Los Angeles
12. Pas de plan
13. Cerveza's song